# Hegemone (måne)
Hegemone er en af planeten Jupiters måner: Den blev opdaget 8. februar 2003 af en gruppe astronomer fra Hawaiis Universitet under ledelse af Scott S. Sheppard, og den kendes også under betegnelsen Jupiter XXXIX. Lige efter opdagelsen fik den den midlertidige betegnelse S/2003 J 8, men siden da har den Internationale Astronomiske Union besluttet at opkalde den efter Hegemone fra den græske mytologi.
Hegemone tilhører den såkaldte Pasiphae-gruppe, som omfatter de 13 yderste Jupiter-måner. Gruppen er opkaldt efter månen Pasiphae.
| Naturvidenskab | Spire Denne naturvidenskabsartikel er en spire som bør udbygges. Du er velkommen til at hjælpe Wikipedia ved at udvide den. |